# Carex pellita
Carex pellita är en halvgräsart som beskrevs av Henry Ernest Muhlenberg och Carl Ludwig von Willdenow. Carex pellita ingår i släktet starrar, och familjen halvgräs. Inga underarter finns listade i Catalogue of Life.

## Bildgalleri

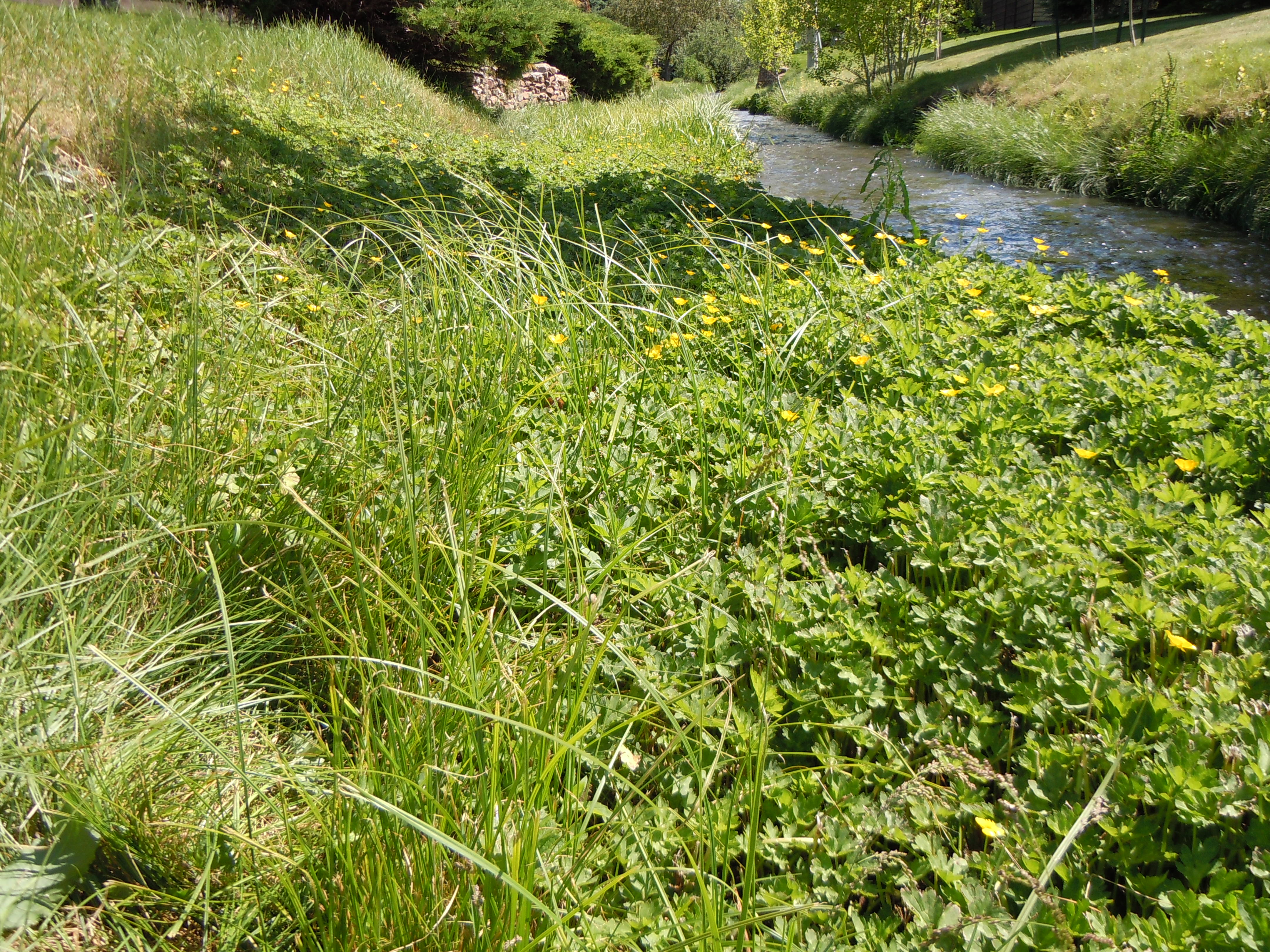
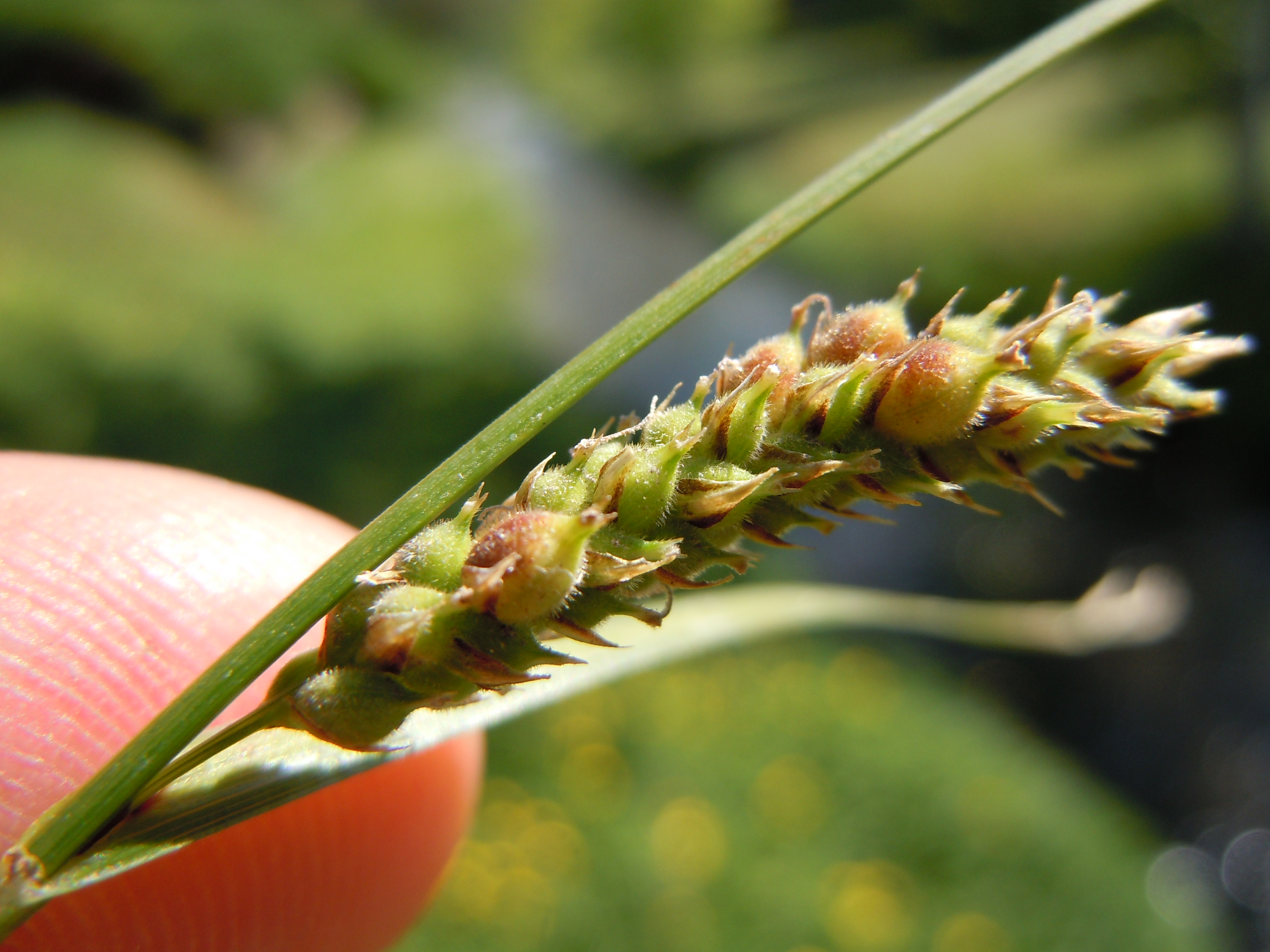
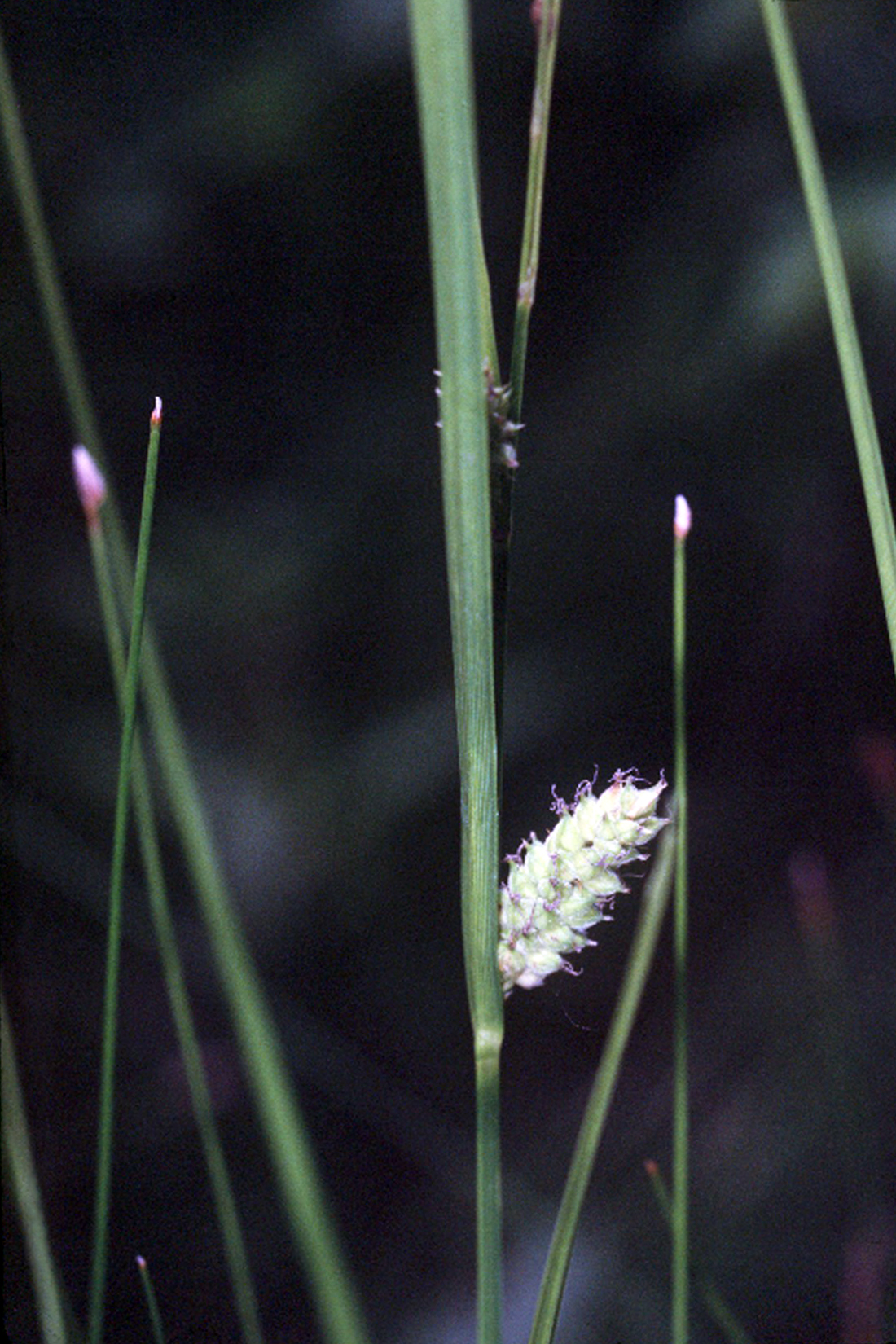
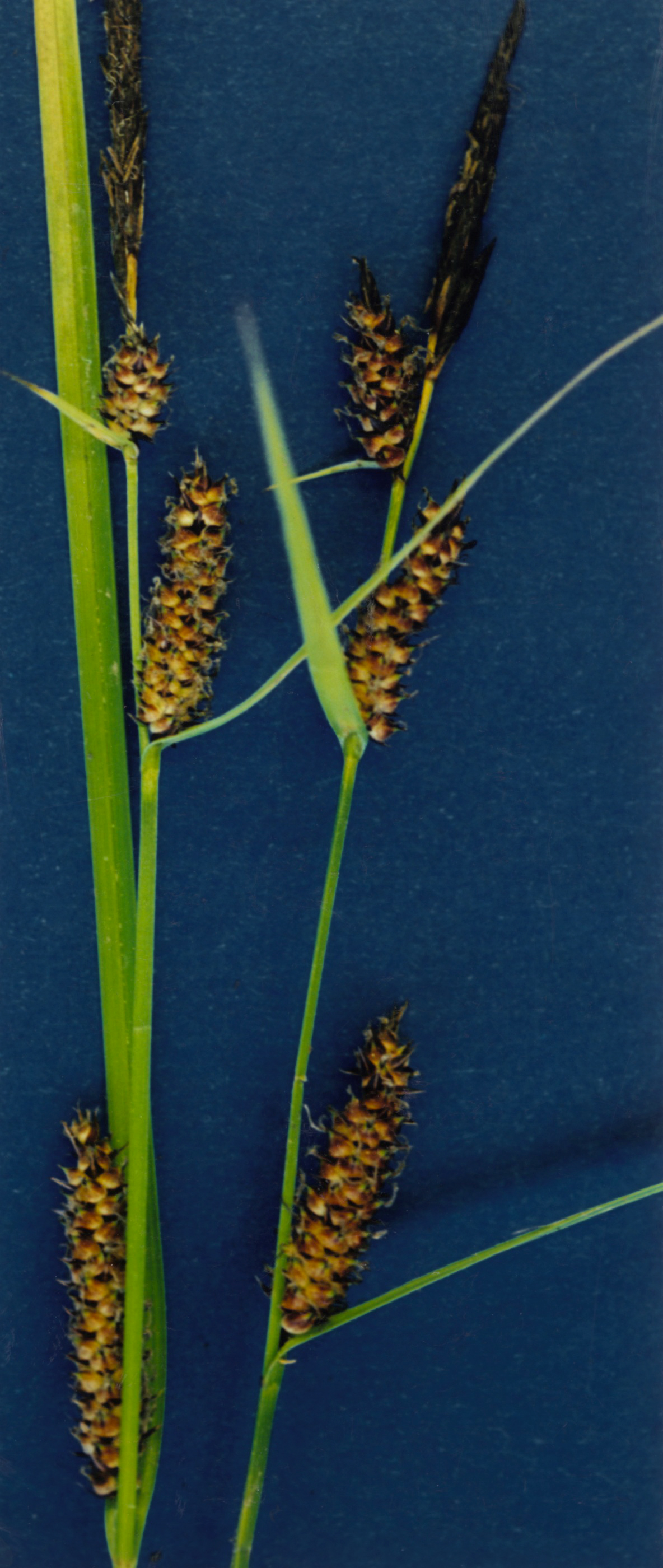